# Plethus
Plethus is een geslacht van schietmotten uit de familie Hydroptilidae.

## Soorten
Deze lijst van 25 stuks is mogelijk niet compleet.
- P. acutus Ulmer, 1951
- P. amogawarsa F Schmid, 1958
- P. baliana (Ulmer, 1951)
- P. banchaia J Olah, 1989
- P. berbulu A Wells, 1993
- P. bishopi A Wells & J Huisman, 1993
- P. bodikatuwa F Schmid, 1958
- P. cilamegha F Schmid, 1958
- P. cruciatus Ulmer, 1951
- P. cursitans (HA Hagen, 1859)
- P. kala F Schmid, 1960
- P. roreta J Olah, 1989
- P. scaevola H Malicky & P Chantaramongkol, 2007
- P. segitiga A Wells & J Huisman, 1993
- P. sigiama J Olah, 1989
- P. tarquinius H Malicky & P Chantaramongkol, 2007
- P. tartaros H Malicky & P Chantaramongkol, 2007
- P. teiresias H Malicky & P Chantaramongkol, 2007
- P. toana J Olah, 1989
- P. tullius H Malicky & P Chantaramongkol, 2007
- P. udawasadenna F Schmid, 1958
- P. ukalegon H Malicky & P Chantaramongkol, 2007
- P. ulixes H Malicky & P Chantaramongkol, 2007
- P. uranos H Malicky & P Chantaramongkol, 2007
- P. vajrabodhi F Schmid, 1958